# Grindviks kvarn

Grindviks kvarn är en hjulkvarn vid Grindviken av Likstammen i Frustuna socken, Gnesta kommun, där vattnet från 1873 leddes via en 150 meter lång kanal från Sticksjön.
En såg och kvarn byggdes ursprungligen, men sågen revs tidigt. Kvarnen som är en rödfärgad timrad tvåvåningsbyggnad med överfallshjul och två stenpar, drevs fram till 1967. Kvarnen förvaltas sedan 1980 av Frustuna hembygdsförening.